# Giovanni Battista Lorenzi
Pour les articles homonymes, voir Lorenzi.
Giovanni Battista Lorenzi (Conversano, 1720 ou 1721 - Naples, décembre 1807) est un librettiste italien. Il exerce à Naples toute sa vie et était un ami de Giovanni Paisiello, avec qui il a collaboré pour de nombreux opéras. Il veut, comme un groupe d'auteurs, renouveler l'opéra napolitain jusque-là axé sur les seuls éléments de la farce et de la veine populaire.

## Livrets
- Fra i due litiganti il terzo gode (pour la musique de Giovanni Battista Pescetti, 1749)
- Le gelosie (pour Niccolò Piccinni, 1755)
- L'idolo cinese (pour Giovanni Paisiello, 1767 ; Giacomo Rust, 1773 ; Joseph Schuster, 1776)
- Il furbo malaccorto (pour Giovanni Paisiello, 1767)
- La luna abitata (pour Giovanni Paisiello, 1768)
- La finta maga per vendetta (pour Giovanni Paisiello, 1768)
- Il Don Chisciotte della Mancia (pour Giovanni Paisiello ; Marcello Bernardini, 1769 ; Niccolò Piccinni, 1770 ; Giovanni Paisiello et Florian Leopold Gassmann, 1771, sous le titre de Don Quischott von Mancia)
- Gelosia per gelosia (pour Niccolò Piccinni, 1770)
- La corsara (pour Niccolò Piccinni, 1771)
- Gli amanti comici (pour Giovanni Paisiello, 1772)
- Le trame zingaresche (pour Niccolò Piccinni, 1772)
- Il tamburo (pour Giovanni Paisiello, 1773)
- Il duello (pour Giovanni Paisiello, 1774)
- Le finte zingarelle (pour Agostino Accorimboni, 1774)
- Il divertimento de' numi (scherzo rappresentativo per musica ; pour Giovanni Paisiello, 1774)
- Socrate immaginario (pour Giovanni Paisiello, 1775 ; pour Giacomo Rust, 1776)
- La fuga (pour Gaetano Monti, 1777)
- Il geloso sincerato (pour Gaetano Monti, 1779 ;  Giuseppe Nicolini, 1804)
- L'infedeltà fedele (pour Domenico Cimarosa, 1779 ; Joseph Haydn, 1780, avec le titre de L'infedeltà premiata)
- I due gemelli (pour Giacomo Tritto, 1783 ; Salvatore Agnelli, 1839)
- Il convitato di pietra (pour Giacomo Tritto, 1783 ; Vincenzo Fabrizi, 1787)
- La scuffiara (pour Giacomo Tritto, 1784)
- L'apparenza inganna ossia La villeggiatura (pour Domenico Cimarosa, 1784)
- Il marito disperato (pour Domenico Cimarosa, 1785)
- La finta zingara (pour Pietro Alessandro Guglielmi, 1785)
- Le sventure fortunate (pour Pietro Alessandro Guglielmi, 1785)
- La modista raggiratrice (basé sur Il Filippo de Gennaro Antonio Federico ; pour Giovanni Paisiello, 1787)
- Le vane gelosie (pour Giovanni Paisiello, 1790)
- Il dottorato di Pulcinella (pour Giuseppe Farinelli, 1792)
- La serva onorata (basé sur Le nozze di Figaro de Lorenzo Da Ponte ; pour Niccolò Piccinni, 1792)
- Le fallaci apparenze (pour Gennaro Astarita, 1793)
- La pietra simpatica (pour Silvestro Palma, 1795)
- Gli amanti ridicoli (pour Silvestro Palma, 1797)
- Don Anchise campione (pour Johann Nepomuk Hummel, 1800)
- L'equivoco (pour Pietro Casella, 1804)
- Le seguaci di Diana (pour Silvestro Palma, 1805)